# Bali-Schwert
Das Bali-Schwert ist ein Schwert des Bali-Volkes, welches im Kameruner Grasland beheimatet ist. 

## Beschreibung
Das Bali-Schwert hat eine gerade, zweischneidige Klinge. Die Klinge wird vom Heft an leicht breiter. Am vorderen Teil der Klinge sind an den Schneidenseiten je zwei scharfe Haken ausgeschmiedet. Der Ort ist gerade abgeschnitten. Es gibt Versionen mit Hohlschliff oder mit Mittelgrat. Das Heft ist aus Holz geschnitzt und mit Leder oder Drahtwicklung überzogen. 